# Bocchere (Castel Goffredo)

Panorama di Bocchere (MN)

Bocchere è una frazione del comune di Castel Goffredo, in provincia di Mantova, distante 8 km circa dal capoluogo e ad est da esso. In un documento datato 774 si fa riferimento ad una corte situata nel fondo denominato Buccaria.

## Monumenti e luoghi d'interesse
- Chiesa di Santa Margherita.

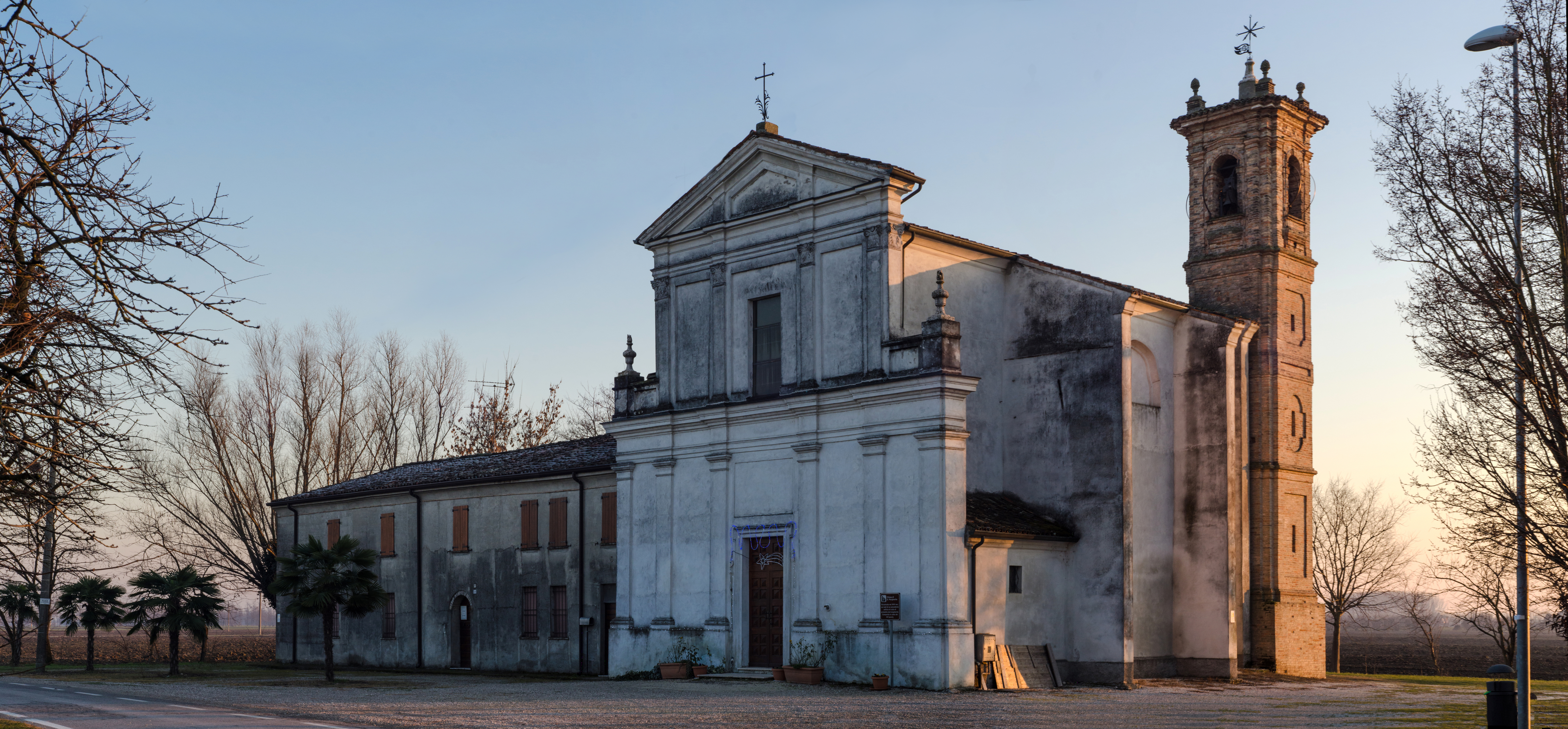
Chiesa di Santa Margherita in Bocchere (MN)

- Corte colonica del Settecento di grandi dimensioni e ben conservata.
- Magnolia di Bocchere, albero monumentale.[3]